# Nombre de Münchhausen
Pour les articles homonymes, voir Münchhausen.

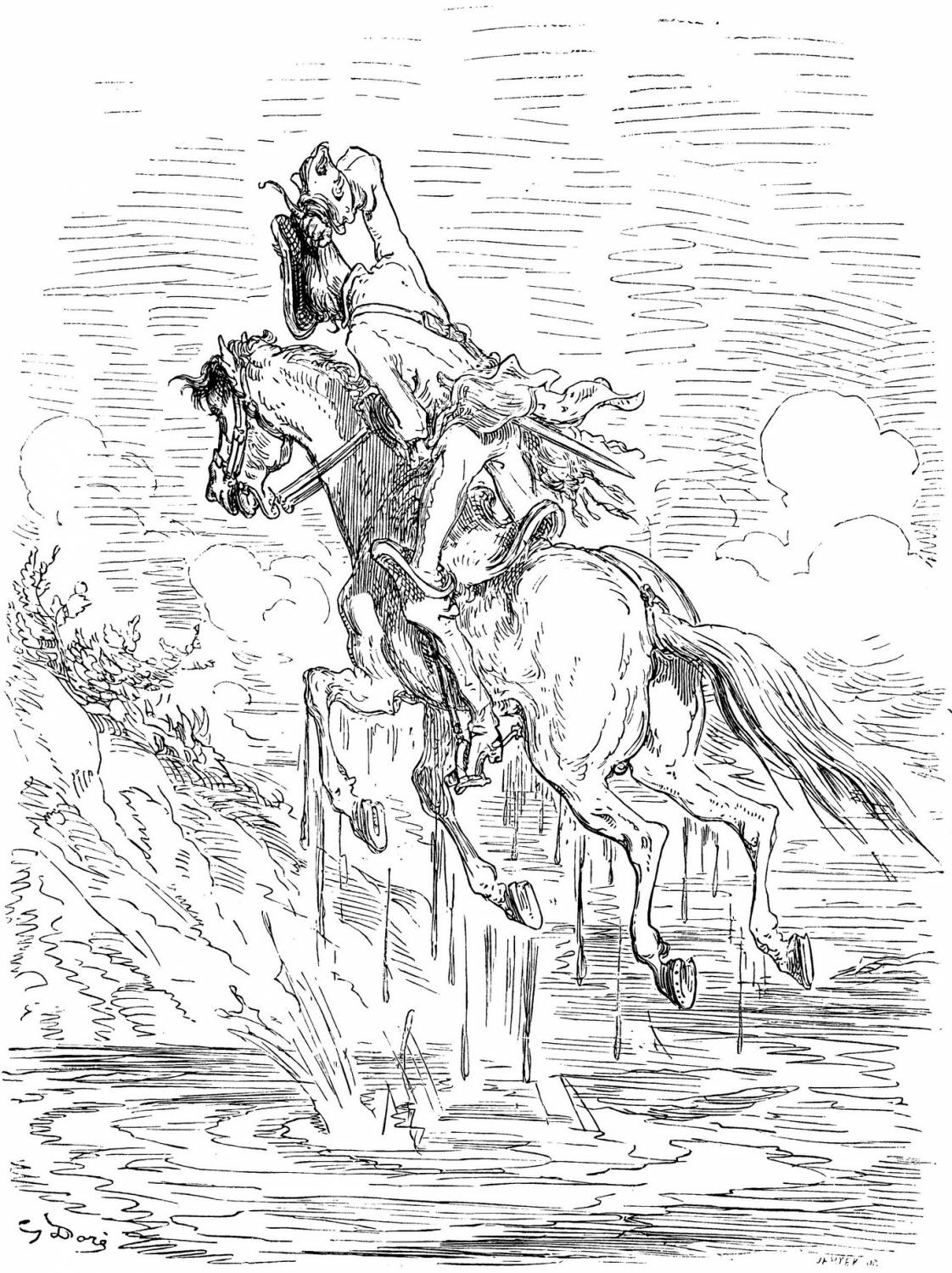
Le baron de Münchhausen, qui s'élève avec son cheval en tirant sur sa propre queue de cochon.

On appelle en anglais « perfect digit-to-digit invariant » (PDDI), relativement à une base de numération donnée b, un entier naturel qui est égal à la somme de ses chiffres dans cette base b, chacun élevé à la puissance de ce même chiffre (en convenant ici que 00 = 0).
{\displaystyle n=d_{k}b^{k}+d_{k-1}b^{k-1}+\ldots +d_{1}b+d_{0}=d_{k}^{d_{k}}+d_{k-1}^{d_{k-1}}+\dots +d_{1}^{d_{1}}+d_{0}^{d_{0}}~.}
Un calcul élémentaire prouve que n est majoré par 2bb ; dans une base donnée, il n'existe donc qu'un nombre fini de perfect digit-to-digit invariants, dont on peut programmer le calcul.
Zéro et un sont des perfect digit-to-digit invariants dans toutes les bases.
En base dix, les deux seuls autres perfect digit-to-digit invariants sont 3 435 et 438 579 088 :
- {\displaystyle 3^{3}+4^{4}+3^{3}+5^{5}=27+256+27+3125=3435}
- {\displaystyle 4^{4}+3^{3}+8^{8}+5^{5}+7^{7}+9^{9}+0^{0}+8^{8}+8^{8}=256+27+16777216+3125+823543+387420489+0+16777216+16777216=438579088}

Dans une prépublication de style récréatif, Daan van Berkel a appelé « nombres de Münchhausen » (Munchausen numbers) des nombres définis comme les perfect digit-to-digit invariants, mais avec la convention 00 = 1. Avec cette convention, les deux seuls nombres de Münchhausen en base 10 sont 1 et 3435.
La dénomination « nombres de Münchhausen »  a été choisie en référence au baron du même nom, leur propriété étant une variante de celle des nombres narcissiques, à l'instar du caractère du baron.